# Verchen
Verchen là một đô thị thuộc huyện Mecklenburgische Seenplatte (trước thuộc Vorpommern-Greifswald (trước thuộc Demmin)), bang Mecklenburg-Vorpommern, Đức. Đô thị Verchen có diện tích 11,68 km², dân số thời điểm ngày 31 tháng 12 năm 2006 là 426 người.
Trận Verchen diễn ra gần đô thị này năm 1164.